# Robert Rich (2. hrabia Warwick)
Robert Rich Warwick (ur. 5 czerwca 1587, zm. 19 kwietnia 1658) – angielski lord, Hrabia Warwick, purytanin, admirał floty angielskiej. 

## Życiorys
Robert Rich Warwick był członkiem Izby Lordów i posłem do Długiego Parlamentu. Był armatorem handlującym niewolnikami, popierał plany kolonizacyjne Anglii. W 1642 roku został mianowany przez parlament admirałem i dowódcą floty angielskiej, którą to przeciągnął na stronę Długiego Parlamentu. Od 1643 roku piastował urząd przewodniczącego rządowej komisji do spraw kolonii. 
Na początku XVI wieku wraz z Thomasem Wernerem był udziałowcem w Company of Gentelmen of the City of London to explore the Amazon oraz innych kompanii: Kompanii Gwinejskiej, Kompanii Wirginii, spółki Council of New England i prezesem Kompanii Bermudzkiej. Od początku swojej kariery związany był z purytaninem Johnem Pyma, którego w 1629 roku przekonał do założenia purytańskiej kolonii na Morzu Karaibskim, na wyspach Old Providence (Santa Catalina) i San Andres, w pobliżu Wybrzeża Moskitów w Nikaragui. W 1630 roku założył Kompanię Providence Island Company przez którą wysłał na wyspy kpt. Elfritha ustanawiając go gubernatorem wysp. Ten założył osadę new Westminister i fort Warwick.